# Винятинцы
Винятинцы (укр. Винятинці) — село в Залещицкой городской общине Чортковского района Тернопольской области Украины.
До 2020 года входило в Залещицкий район.
Код КОАТУУ — 6122081701. Население по переписи 2001 года составляло 801 человек.

## Географическое положение
Село Винятинцы находится на берегу реки Хромовая,
выше по течению примыкает село Новосёлка,
ниже по течению на расстоянии в 1,5 км расположено село Касперовцы.
Рядом проходит автомобильная дорога Т-2018.

## История
- 1566 год — дата основания.

## Объекты социальной сферы
- Школа I—II ст.
- Клуб.
- Фельдшерско-акушерский пункт.

## Достопримечательности
- Братская могила советских воинов.